# Genevieve Gregson
Genevieve Gregson (Benowa, 4 de agosto de 1989) es una deportista de Australia que compite en atletismo. Participó en tres Juegos Olímpicos de Verano, entre los años 2012 y 2020, ocuopando el noveno lugar en Río de Janeiro 2016, en la prueba de 3000 m obstáculos.